# Центр досліджень екосистем, змін клімату та сталого розвитку
Центр досліджень екосистем, змін клімату та сталого розвитку створений у грудні 2008 року у співробітництві кафедри екології Національного університету «Києво-Могилянська академія» та відділом геобтаніки та екології Інституту ботаніки НАН України.
Мета діяльності центру — проведення досліджень в галузі вивчення природних та штучних екосистем, фітоценології, екології рослин, ландшафтної екології, сталого розвитку; технічне, інформаційне та методичне забезпечення навчальних курсів та наукової роботи студентів, аспірантів та PhD студентів спеціальності 091 Біологія (спеціалізація — біорізноманіття), а також підготовка академічних, освітніх видань, участь в міжнародному науковому співробітництві.

## Основні напрями діяльності
- Організація та науково — методичне забезпечення біологічних та екологічних досліджень різних типів природних та штучних екосистем різних регіонів України;
- Розробка наукових основ сталого природокористування біологічними ресурсами природних екосистем, збереження біорізноманіття, екологічних засад органічного землеробства та підтримки урбоекосистем;
- Розробка наукових засад відновлення природних екосистем після антропогенних порушень, зокрема в результаті рекреаційного навантаження;
- Проведення науково-дослідних робіт в галузі моделювання біологічної структури, продуктивності та функціонування природних та штучних екосистем в умовах змін клімату;
- Комплексні дослідження енергетичних потоків в різних компонентах природних екосистем;
- Розробка баз даних екологічної інформації, геоінформаційних систем для моніторингу та моделювання природних та штучних екосистем, оцінки їх стабільності, розвитку тощо.